# Am Elfengrund 41
Das Wohnhaus in der Straße Am Elfengrund 41 ist ein Bauwerk in Darmstadt-Eberstadt.

## Geschichte und Beschreibung
Das Wohnhaus wurde im Jahre 1923 nach Plänen des Architekten Jan Hubert Pinand erbaut.
Stilistisch gehört das Haus zum Neobarock. Der Entwerfer orientierte sich an barocken Gartenhäusern.
Das Gebäude ähnelt zwei Gebäuden im Komponistenviertel (Heinrich-Rinck-Weg 1 und Heinrich-Rinck-Weg 3).

## Denkmalschutz
Das Haus ist ein typisches Beispiel für den Neobarock in Darmstadt.
Das Wohnhaus ist aus architektonischen und stadtgeschichtlichen Gründen ein Kulturdenkmal.